# Tipp
Ein Tipp (häufig auch Tip, entsprechend der englischen und früheren deutschen Schreibweise) bezeichnet heute einen Ratschlag oder nützlichen Hinweis.

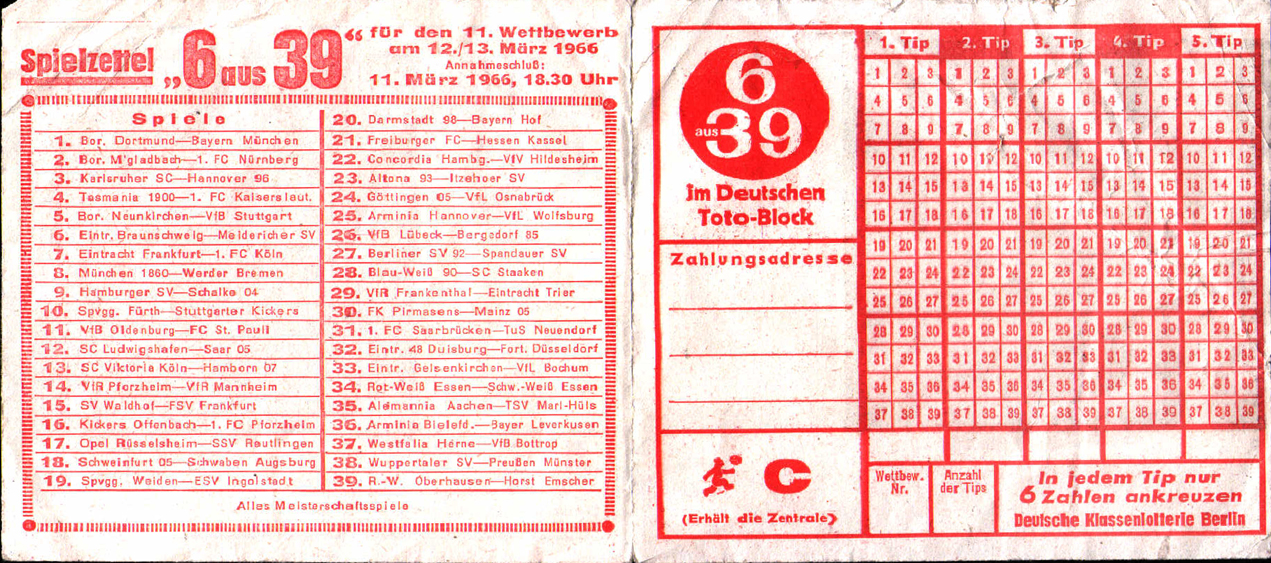
Ein Tippzettel von 1966

## Bedeutungsherkunft
Tip wurde Ende des 19. Jahrhunderts aus dem Englischen „tip“ („Andeutung“, „geheime Information“, „Wink“) entlehnt und zunächst im Bereich von Börse und Pferderennsport verwendet. Das Verb tippen bezeichnet seit dem 20. Jahrhundert auch allgemein den Vorgang, eine Vorhersage bei einem Glücksspiel zu treffen.
Geheimtipp bezeichnet eine Information unter Eingeweihten eines begrenzten Teilnehmerkreises. Das kann sich auf sämtliche Lebensbereiche beziehen. Die Bezeichnungen „Geheimtipp“,  „Extratipp“ oder „Insider-Tipp“ werden häufig von Zeitschriften und Reiseführern verwendet, um vermeintliche Exklusivinformationen zu bewerben.

## Plural
Der Plural „Tipps“ findet sich in unzähligen Titeln und Kapitelüberschriften, bevorzugt in wissensorientierten Werken, die über ein spezielles Thema informieren möchten und in Kombination mit einer Zahlangabe (100 Tipps, 101 Tipps, 1.000 Tipps etc.) oder dem Wort „Tricks“ (in den Bedeutungen „Lifehack“, „Trick 17“). Beispielsweise gibt es in der Computerzeitschrift c’t in jeder Ausgabe eine Rubrik namen „Tipps & Tricks“ und der deutsche Titel eines Romans von Hallgrímur Helgason lautet „Zehn Tipps, das Morden zu beenden und mit dem Abwasch zu beginnen“. Teilweise wird der Plural auch mit Logos oder ähnlichen Schriftzügen kombiniert.

Schriftzüge, in denen der Ausdruck „Tipps“ verwendet wird
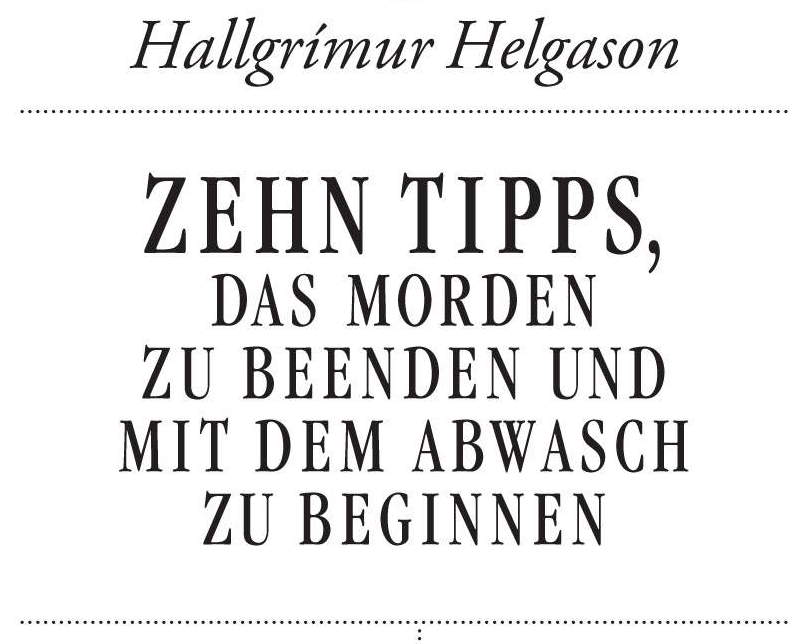
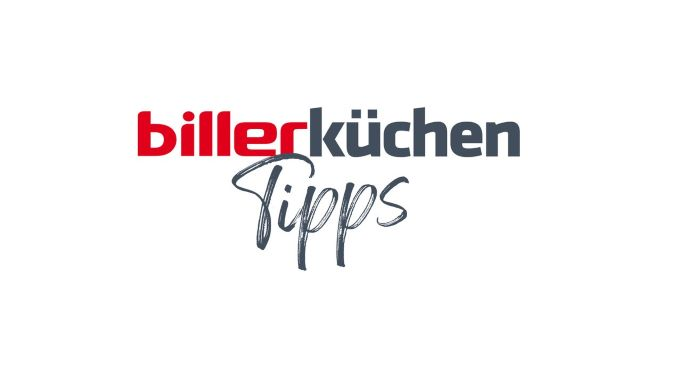

## Andere Bedeutungen

### Maschinenschreiben
Umgangssprachlich wurde und wird das Maschinenschreiben als Tippen bezeichnet. Jede einzelne Betätigung einer Taste wird dabei Fingertip bzw. Tip genannt. Wörterbücher führen den Begriff Tippse als abwertende Bezeichnung für eine Schreibkraft bzw. Sekretär oder Sekretärin. Siehe dazu auch Tippfehler und Tipp-Ex.

### Kartenspiel
Als Tippen beschreibt Meyers Großes Konversations-Lexikon von 1905 ein angeblich in Deutschland weit verbreitetes Kartenspiel. Dabei kommt der Name vom Antippen der Karten. Es ist vergleichbar mit dem in Österreich häufig gespielten Glücksspiel Lupfen.

### Spitzes Ende einer Mantelkapuze
Als Tip, Tippe beschreibt Ernst Götzinger im Reallexikons der Deutschen Altertümer das spitze „Ende der Mantelkapuze, das durch Einlagen von Fischbein oder Pappe nach vorn gebogen wird und hornartig über die Stirn hervorragt“. Die Tippe, Tip-Heuke, Tip-Hoike war seiner Meinung nach „besonders in Niedersachsen im 16. und zu Anfang des 17. Jahrhunderts beliebt“.